# Ichneumon klagesi
Ichneumon klagesi là một loài tò vò trong họ Ichneumonidae.